# SN 1954B
SN 1954B – supernowa typu Ia odkryta 30 kwietnia 1954 roku w galaktyce NGC 5668. Jej maksymalna jasność wynosiła 12,60m.